# Translational Vision Science and Technology
Translational Vision Science and Technology (skrót: Transl Vis Sci Technol, TVST) – amerykańskie czasopismo naukowe wydawane online od 2012. Specjalizuje się w badaniach translacyjnych w obszarze okulistyki i inżynierii biomedycznej. Oficjalny organ Association for Research in Vision and Ophthalmology (ARVO).
Czasopismo jest recenzowane, wydawane tylko w wersji internetowej (online) i publikuje w otwartym dostępie. Ukazują się w nim multidyscyplinarne badania dotyczące okulistyki i nauki o widzeniu, które wypełniają lukę między badaniami podstawowymi a praktyką kliniczną (obszar badań translacyjnych – „od stołu laboratoryjnego do łóżka chorego"). Zakres tematyczny akceptowanych publikacji obejmuje m.in. takie zagadnienia jak: zastosowania komórek macierzystych w medycynie regeneracyjnej, rozwój nowych zwierzęcych modeli chorób człowieka, bioinżynieria tkankowa, projektowanie i synteza sztucznych macierzy pozakomórkowych, rozwój mikrochirurgicznego środowiska operacyjnego, udoskonalone algorytmy analizy danych poprawiające obrazowanie in vivo, wyniki pierwszych faz badań klinicznych oraz odwrócone badania translacyjne („od łóżka chorego do stołu laboratoryjnego”).
Pismo ma współczynnik wpływu impact factor (IF) wynoszący 2,193 (2017). W międzynarodowym rankingu SCImago Journal Rank (SJR) mierzącym znaczenie poszczególnych czasopism naukowych „Translational Vision Science and Technology" zostało w 2018 sklasyfikowane na:
- 24. miejscu wśród czasopism z kategorii: okulistyka[3] oraz
- 40. miejscu wśród czasopism z kategorii: inżynieria biomedyczna[4].

W polskim wykazie czasopism punktowanych przez Ministerstwo Nauki i Szkolnictwa Wyższego czasopismo otrzymało w 2019 roku 100 punktów.
Redaktorem naczelnym jest Marco Zarbin (Institute of Ophthalmology & Visual Science, New Jersey Medical School, USA).
Poza „Translational Vision Science and Technology" ARVO wydaje także „Investigative Ophthalmology & Visual Science" oraz „Journal of Vision".